# 서하교 (함양군)
서하교(西下橋)는 대한민국의 경상남도 함양군 서하면을 위치한 남강의 다리이다. 국도 제26호선(육십령로)와 대전통영고속도로의 일부 구간이기도 하다.

## 좌표
- 북위 35° 37′ 25″ 동경 127° 46′ 26″ / 북위 35.6235196°  동경 127.7739046°  서하교 (함양군 서하면 황산리)
- 북위 35° 38′ 48″ 동경 127° 42′ 10″ / 북위 35.6466153°  동경 127.7028123°  서하교 (함양군 서하면 송계리)

## 같이 보기
- 남강